# 巴拉翁達國家公園
10°10′30″N 85°20′00″W / 10.17500°N 85.33333°W

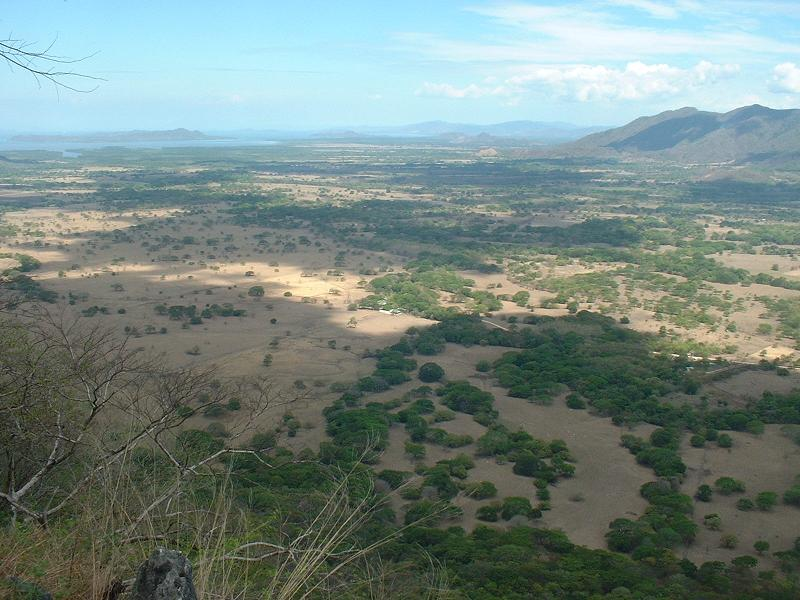

巴拉翁達國家公園是哥斯達黎加的國家公園，位於該國西部，由瓜納卡斯特省負責管轄，面積23平方公里，成立於1978年4月30日，最高點海拔高度423米，該地區有42處山洞。